# Casey Sander
Clinton O. „Casey“ Sander (* 6. Juli 1956 in Washington, D.C.) ist ein US-amerikanischer Filmschauspieler und Fernsehschauspieler.

## Leben
Casey Sander wurde 1956 in Washington, D.C. geboren. Sein Vater war Lieutenant Colonel bei der Air Force. In seinem letzten Jahr war er ein Draft-Pick der 10. Runde für die California Angels und wurde nach seinem High-School-Abschluss im Jahr 1973 aufgenommen. Obwohl er Football-Stipendien von Washington und der Washington State University abgelehnt hatte, hatte er eine erfolglose Saison bei den Angels in der Major League Baseball und wurde nicht verlängert. Nachdem er von den Angels entlassen wurde und eine Saison für die Seattle Rainiers gespielt hatte, nahm er ein Football-Stipendium der University of Puget Sound an. Er überlegte, Sportjournalist zu werden und nahm an einem Schauspielkurs teil. 
Er besuchte die Nathan Hale High School und die University of Puget Sound. 
Sein Debüt als Schauspieler hatte Sander 1982 in der Fernsehserie Ein Colt für alle Fälle. 1984 erhielt er in der Fernsehserie Dallas erstmals eine wiederkehrende Rolle. 1984 hatte er seine erste Filmrolle in Der Tod kommt zweimal. Sander war 1993 bis 1998 in der Fernsehserie Grace zu sehen. In Deutschland erlangte der Schauspieler größere Bekanntheit in der Rolle von Bernadettes Vater in The Big Bang Theory. Sein Schaffen für Film und Fernsehen umfasst mehr als 130 Produktionen.

## Filmografie
- 1982: Ein Colt für alle Fälle (The Fall Guy, Fernsehserie, Folge 1x21)
- 1984: Der Ninja-Meister (The Master, Fernsehserie, Folge 1x05)
- 1984: Dallas (Fernsehserie, 2 Folgen)
- 1984: Der Tod kommt zweimal (Body Double)
- 1984: Falcon Crest (Fernsehserie, Folge 4x05 Überfälle)
- 1984: Love Boat (The Love Boat, Fernsehserie, Folge 8x07)
- 1984: V – Die außerirdischen Besucher kommen (V, Fernsehserie, Folge 1x05)
- 1984: Knight Rider (Fernsehserie, Folge 3x08)
- 1985: Agentin mit Herz (Scarecrow and Mrs. King, Fernsehserie, Folge 2x12)
- 1985: Airwolf (Fernsehserie, Folge 2x18)
- 1985: Traffic School – Die Blech- und Dachschaden-Kompanie (Moving Violations)
- 1985: Nacht der Vergeltung (Streets of Justice, Fernsehfilm)
- 1986: Der Denver-Clan (Dynasty, Fernsehserie, Folge 6x17)
- 1986: Wer ist hier der Boss? (Who’s the Boss?, Fernsehserie, Folge 2x24 Das große Spiel)
- 1986: T. J. Hooker (Fernsehserie, Folge 5x16)
- 1986: California Clan (Santa Barbara, Fernsehserie, 4 Folgen)
- 1986: Die Stewardessen Academy (Stewardess School)
- 1986: Unser Haus (Our House, Fernsehserie, Folge 1x04)
- 1986: Ratboy
- 1986, 1988: Punky Brewster (Fernsehserie, 2 Folgen)
- 1986–1990: Zeit der Sehnsucht (Days of Our Lives, Fernsehserie, 6 Folgen)
- 1987: Der Hogan-Clan (The Hogan Family, Fernsehserie, Folge 2x12)
- 1987: Hotel (Fernsehserie, Folge 4x17)
- 1987: Magnum (Magnum, P.I., Fernsehserie, Folge 7x18 Zwischen zwei Fronten)
- 1987: The Charmings (Fernsehserie, Folge 1x04)
- 1987: Schlappe Bullen beißen nicht (Dragnet)
- 1987: Second Chance (Boys Will Be Boys, Fernsehserie, Folge 1x05)
- 1987: Golden Girls (The Golden Girls, Fernsehserie, Folge 3x09 Besuch vom kleinen Sven)
- 1987–1988: Jake und McCabe – Durch dick und dünn (Jake and the Fatman, Fernsehserie, 4 Folgen)
- 1988: Punchline – Der Knalleffekt (Punchline)
- 1989: Unter der Sonne Kaliforniens (Knots Landing, Fernsehserie, 3 Folgen)
- 1989: Live-In (Fernsehserie, Folge 1x05)
- 1989: Matlock (Fernsehserie, Folge 3x18 Das Gesicht im Park)
- 1989: Mann muss nicht sein (Designing Women, Fernsehserie, Folge 4x04 Wo Männer noch Männer sind)
- 1989: Mörderische News (Money, Power, Murder, Fernsehfilm)
- 1990: Max Monroe – Wehe, er wird losgelassen (Max Monroe: Loose Cannon, Fernsehserie, Folge 1x01)
- 1990: Martians – Ein Außerirdischer kommt selten allein (Spaced Invaders)
- 1990: Der Traum der Beach Boys (Summer Dreams: The Story of the Beach Boys, Fernsehfilm)
- 1990: Hardball (Fernsehserie, Folge 1x18)
- 1990: Polizeibericht (The New Dragnet, Fernsehserie, Folge 2x18)
- 1990: Lifestories (Fernsehserie, Folge 1x03)
- 1990: Predator 2
- 1991: Feuersturm im Wolkenkratzer (Fernsehfilm)
- 1991: Hunter (Fernsehserie, Folge 7x18)
- 1991: Das Gesetz der Angst (Nightmare, Fernsehfilm)
- 1991: For the Very First Time (Fernsehfilm)
- 1991: Die besten Jahre (Thirtysomething, Fernsehserie, Folge 4x22)
- 1991: Der Drogen-Cop (Doublecrossed, Fernsehfilm)
- 1991: Zurück in die Vergangenheit (Quantum Leap, Fernsehserie, Folge 4x02)
- 1991: Wilde Orchidee 2 (Wild Orchid II: Two Shades of Blue)
- 1991: Die Staatsanwältin und der Cop (Reasonable Doubts, Fernsehserie, 2 Folgen)
- 1991–1999: Hör mal, wer da hämmert (Home Improvement, Fernsehserie, 10 Folgen)
- 1992: Eine starke Familie (Step by Step, Fernsehserie, Folge 1x19)
- 1992: Dream On (Fernsehserie, 2 Folgen)
- 1992: Der Prinz von Bel-Air (The Fresh Prince of Bel-Air, Fernsehserie, Folge 3x01 Pustekuchen)
- 1992: Willing to Kill: The Texas Cheerleader Story (Fernsehfilm)
- 1993: Renegade – Gnadenlose Jagd (Renegade, Fernsehserie, Folge 1x13 Der falsche Mann am richtigen Platz)
- 1993: Rio Diablo (Fernsehfilm)
- 1993: Palm Beach-Duo (Silk Stalkings, Fernsehserie, Folge 2x23 Sex per Telefon)
- 1993: Harrys Nest (Empty Nest, Fernsehserie, Folge 5x22 Seitensprung nach Art des Hauses)
- 1993–1998: Grace (Grace Under Fire, Fernsehserie, 103 Folgen)
- 1994: Summertime Switch – Chaos im Feriencamp (Summertime Switch, Fernsehfilm)
- 1995: Verliebt in einen Frauenschänder (The Stranger Beside Me, Fernsehfilm)
- 1995: Crosscut – Verfolgt von der Mafia (Crosscut)
- 1996: Geiseldrama an Bord von Flug 285 (Hijacked: Flight 285, Fernsehfilm)
- 1996: Der leidensvolle Weg zum Sieg (Fernsehfilm)
- 1998: Costello (Fernsehserie, Folge 1x01)
- 1998: NewsRadio (Fernsehserie, Folge 5x08)
- 1998: Maggie (Fernsehserie, Folge 1x13)
- 1999: Im Dunkel der Erinnerung (A Memory in My Heart, Fernsehfilm)
- 1999: Norm (The Norm Show, Fernsehserie, Folge 1x05)
- 1999: Dharma & Greg (Fernsehserie, Folge 2x22)
- 1999: Ladies Man (Fernsehserie, Folge 1x05)
- 2000: Pretender (The Pretender, Fernsehserie, Folge 4x13)
- 2000: God, the Devil and Bob (Fernsehserie, 2 Folgen, Sprechrolle)
- 2000–2001: Tucker (Fernsehserie, 13 Folgen)
- 2001: Son of the Beach (Fernsehserie, Folge 2x06)
- 2001: JAG – Im Auftrag der Ehre (JAG, Fernsehserie, Folge 7x07 Der Hinterhalt)
- 2001, 2003: Malcolm mittendrin (Malcolm in the Middle, Fernsehserie, 2 Folgen)
- 2002: Buffy – Im Bann der Dämonen (Buffy the Vampire Slayer, Fernsehserie, Folge 6x16 Höllische Hochzeit)
- 2002: Boston Public (Fernsehserie, Folge 2x17 Die Sexfalle)
- 2002: Reba (Fernsehserie, Folge 1x19)
- 2003: Boomtown (Fernsehserie, Folge 1x12)
- 2003: George Lopez (Fernsehserie, Folge 2x20)
- 2003: Lady Cops – Knallhart weiblich (The Division, Fernsehserie, Folge 3x17)
- 2004: Das Halbblut (The Trail to Hope Rose, Fernsehfilm)
- 2004–2007: Las Vegas (Fernsehserie, 4 Folgen)
- 2005: Detective (The Detective, Fernsehfilm)
- 2005: Rodney (Fernsehserie, Folge 2x01)
- 2005–2007: Mystery Woman (Fernsehserie, 10 Folgen)
- 2006: 16 Blocks
- 2006: Shaggy Dog – Hör mal, wer da bellt (The Shaggy Dog)
- 2006: Sons & Daughters (Fernsehserie, Folge 1x10)
- 2006: Per Anhalter in den Tod (Penny Dreadful)
- 2007: Studio 60 on the Sunset Strip (Fernsehserie, 2 Folgen)
- 2007: The Comebacks
- 2008: Navy CIS (Navy NCIS, Fernsehserie, Folge 6x04 Vater und Sohn)
- 2010: Crazy on the Outside
- 2010: The Glades (Fernsehserie, Folge 1x02)
- 2010: Mad Men (Fernsehserie, Folge 4x10 Auf Händen und Knien)
- 2010: Rules of Engagement (Fernsehserie, Folge 5x08 Bunny das Biest)
- 2010: Sons of Anarchy (Fernsehserie, 2 Folgen)
- 2011: The Mentalist (Fernsehserie, Folge 3x15 Goldrausch)
- 2011: Heaven’s Rain
- 2011: Harry’s Law (Fernsehserie, Folge 2x05)
- 2011: Die Muppets (The Muppets)
- 2011: CSI: NY (Fernsehserie, Folge 8x08 Der Richter und sein Henker)
- 2011–2012: Justified (Fernsehserie, 3 Folgen)
- 2011–2012: The Middle (Fernsehserie, 3 Folgen)
- 2012: Criminal Minds (Fernsehserie, Folge 7x21 Die Wünschelrute)
- 2012: The First Family (Fernsehserie, Folge 1x01)
- 2012–2013: Marvin Marvin (Fernsehserie, 17 Folgen)
- 2012–2015: The Big Bang Theory (Fernsehserie, 6 Folgen)
- 2014: S3 – Stark, schnell, schlau (Lab Rats, Fernsehserie, Folge 3x01)
- 2014: Silicon Valley (Fernsehserie, Folge 1x03 Brainstorming)
- 2014: Navy CIS: L.A. (NCIS: Los Angeles, Fernsehserie, Folge 6x06 Der Doppelgänger)
- 2014: The Newsroom (Fernsehserie, Folge 3x04 Missachtung)
- 2015: Bella and the Bulldogs (Aubrey and the Bulldogs, Fernsehserie, Folge 1x20)
- 2015: Castle (Fernsehserie, Folge 8x04 Lügen haben kurze Beine)
- 2015: Grey’s Anatomy (Fernsehserie, Folge 12x08 Der große Knall)
- 2016: Marvel’s Agent Carter (Agent Carter, Fernsehserie, 2 Folgen)
- 2016: Grace and Frankie (Fernsehserie, Folge 2x05 Die Prüfung)
- 2017: It’s Always Sunny in Philadelphia (Fernsehserie, Folge 12x07)
- 2017: Colony (Fernsehserie, 2 Folgen)
- 2017: The Orville (Fernsehserie, Folge 1x04 Verschollen im Weltraum)
- 2018: The Amendment
- 2018: Vice – Der zweite Mann (Vice)
- 2019: Perfect Harmony (Fernsehserie, Folge 1x02)
- 2019: The Neighborhood (Fernsehserie, Folge 2x11)
- 2019–2020: The Ranch (Fernsehserie, 4 Folgen)
- 2020: Sydney to the Max (Disney Sydney To The Max, Fernsehserie, Folge 2x14)
- 2022: Mythic Quest (Mythic Quest: Raven’s Banquet, Fernsehserie, Folge 3x07)